# Johann Rosenmüller
Johann Rosenmüller (Oelsnitz (Vogtland), 1619 (?) - Wolfenbüttel, 10 of 12 september 1684) was een Duits componist uit de barok.
Johann Rosenmüller studeerde aan de theologische faculteit van de Universiteit Leipzig, waar hij in 1640 afstudeerde. In 1651 werd hij organist van de Nikolaikerk in Leipzig, en later ook van de Thomaskerk. Ook werd hem toegezegd dat hij de cantor van de Thomaskerk zou opvolgen. In 1655 werd Rosenmüller echter beschuldigd van ontucht met koorknapen. Hij werd gevangengezet, maar kon vluchten naar Venetië. 
Rosenmüller werkte in Venetië als trombonist aan de Basiliek van San Marco en als componist. Hij noemde zich Giovanni Rosenmiller. Hij werkte ook als kapelmeester aan het Ospedale della Pietà in Venetië, een weeshuis voor meisjes. In Italië vond de synthese plaats tussen de Duitse en de Italiaanse muziekstijlen die Rosenmüller tot een beroemde en invloedrijke componist heeft gemaakt.  
In 1682 keerde Rosenmüller terug naar Duitsland als kapelmeester van Hertog Anton Ulrich van Brunswijk-Wolfenbüttel. Op 10 september 1684 stierf hij in Wolfenbüttel.
Rosenmüller heeft vocale en instrumentale werken gecomponeerd. Hij werd onder andere beïnvloed door de muziek van Giovanni Legrenzi, Francesco Cavalli, en Heinrich Schütz.
- Bibsys: 90511215
- Bibliothèque nationale de France: cb13899174t (data)
- Catàleg d'autoritats de noms i títols de Catalunya: 981058516399406706
- Gemeinsame Normdatei: 118749811
- International Standard Name Identifier: 0000 0001 0953 5149
- Library of Congress Control Number: n85173167
- Nationale Bibliotheek van Letland: 000048828
- MusicBrainz: c7315d89-4627-4fec-b1bb-9ba22df8ffa2
- Nationale Bibliotheek van Tsjechië: xx0049886
- Nationale Bibliotheek van Israël: 987007285258705171
- Nederlandse Thesaurus van Auteursnamen: 10775956X
- Istituto Centrale per il Catalogo Unico: CFIV156499
- LIBRIS: 319276
- SNAC: w6p273xq
- Système universitaire de documentation: 077907345
- Trove: 996273
- Virtual International Authority File: 10034506
- WorldCat: E39PBJg8JDT9qg8KFCd4ptFHYP